# Ti conosco mascherina
Ti conosco mascherina è un album della cantante italiana Mina, pubblicato nel 1990.

## Descrizione
Commercializzato anche su disco in vinile nel formato di doppio Lp (n° di catalogo PLD 7071) con copertina apribile e poster allegato.
Il disco è stato registrato presso di studi PDU di Lugano.
Disegni, ideazione e realizzazione della copertina di Mauro Balletti.
La misteriosa frase dell'inizio di Ma chi è, cosa fa? (cover in italiano di Partido Alto di Chico Buarque de Hollanda) recita OCID IT NON ORIG IN AV EMOC che ascoltata al contrario riprende un verso del testo della canzone (COME VA IN GIRO NON TI DICO).
Il brano Amornero è firmato da Duchesca, che altro non è che lo pseudonimo di Pasquale Panella, famoso per essere l'autore dei brani dell'ultimo periodo di Lucio Battisti, e che firma anche, stavolta con il nick Vanda Di Paolo, il testo di Nient'altro che felici, brano non inedito, precedentemente pubblicato col titolo di Felici nell'album di esordio del suo autore, Sergio Laccone, dal titolo Ta Ta. Lucumone è invece lo pseudonimo di Roberto Fia.

## Tracce

Immagine dal libretto dell'album.

Immagine dal libretto dell'album.

Disco 1 / CD 1
1. Caruso – 4:13 (Lucio Dalla)
2. Fortissimo – 4:23 (testo: Lina Wertmüller – musica: Bruno Canfora)
3. Billie Jean – 5:51 (Michael Jackson)
4. The Man I Love – 3:08 (testo: Ira Gershwin – musica: George Gershwin)
5. Malafemmena – 3:37 (Antonio De Curtis)
6. Zio Tom – 4:56 (Fabio Concato)
7. I Want To Be Free – 3:53 (testo: Jerry Stoller – musica: Mike Leiber)
8. Un'estate fa (Une belle histoire) – 4:06 (testo: Pierre Delanoë, Franco Califano – musica: Michel Fugain)
9. Yeeeeh  (Ain't Gonna Eat My Heart Out Anymore) – 3:44 (testo: Pam Sawyer, Sergio Bardotti – musica: Laurie Burton)
10. Sono stanco – 3:58 (testo: Bruno Brighetti – musica: Bruno Martino, Berto Pisano)

Disco 2 / CD 2
1. Ma chi è, cosa fa? (Partido alto) – 4:43 (testo: Chico Buarque de Hollanda, Giorgio Calabrese – musica: Chico Buarque de Hollanda)
2. Franz – 4:26 (Samuele Cerri)
3. Amornero – 4:20 (testo: Duchesca, Lucumone – musica: Aldo Donati)
4. Lo farei – 4:38 (Victor Bach)
5. Ganimede – 4:01 (testo: Samuele Cerri – musica: Francesco Sandi)
6. In vista della sera – 5:11 (testo: Camillo Castellari – musica: Corrado Castellari)
7. Notte di San Valentino – 3:49 (Enrico Riccardi)
8. Non ci sono emozioni – 5:40 (Massimiliano Pani)
9. Nient'altro che felici – 5:18 (testo: Vanda Di Paolo (Carmillas) – musica: Sergio Laccone)
10. Per una volta tanto – 2:25 (testo: Giorgio Calabrese – musica: Massimiliano Pani)

## Versioni tracce
- The Man I Love:

versione Live TV '61, vedi Signori... Mina! vol. 2
versione Live TV '65, vedi Extra Mina Vol. 2

## Formazione
- Mina – voce, cori
- Danilo Rea – pianoforte, tastiera, Fender Rhodes
- Massimo Moriconi, Riccardo Fioravanti – basso, contrabbasso
- Victor Bach – tastiera, cori
- Gigi Cifarelli, Danilo Minotti – chitarra
- Massimiliano Pani – tastiera, cori, programmazione
- Gianni Plutino – programmazione
- Massimo Bozzi– tastiera, cori, programmazione, chitarra
- Renato Sellani – pianoforte
- Enrico Riccardi – tastiera
- Aldo Banfi – sintetizzatore
- Ellade Bandini – batteria
- Candelo Cabezas – percussioni
- Fernando Brusco – tromba
- Mauro Parodi – trombone
- Franco Ambrosetti – flicorno
- Claudio Wally Allifranchini – sassofono tenore, sassofono soprano, sax alto
- Giancarlo Porro – sassofono tenore
- Kenny Garrett – sax alto
- Filippo Bernardinello, Jean-Claude Burri, Gianni Demarin, Mario Fabrini, Gabriella Herklotz, Matteo Marini, Ugo Norsa, Regina Paganin, Davide Piazza, Margherita Ragneti, Simonetta Robbiani, Orio Soldini, Moreno Ferrara – cori

## Classifiche

### Classifiche settimanali
| Classifica (1990) | Posizione massima |
| ----------------- | ----------------- |
| Europa            | 48                |
| Italia            | 2                 |

### Classifiche di fine anno
| Classifica (1990) | Posizione |
| ----------------- | --------- |
| Italia            | 28        |